# هانس زاكس (عالم نفس)
هانس زاكس (بالألمانية: Hanns Sachs)‏ هو محلل نفساني وعالم نفس نمساوي، ولد في 10 يناير 1881 في فيينا في النمسا، وتوفي في 10 يناير 1947 في بوسطن في الولايات المتحدة.

## وصلات خارجية
- هانس ساكس على موقع IMDb (الإنجليزية)
- هانس ساكس على موقع أول موفي (الإنجليزية)
- هانس ساكس على موقع قاعدة بيانات الفيلم (الإنجليزية)